# NGC 1612
NGC 1612 (другие обозначения — MCG −1-12-30, NPM1G −04.0200, IRAS04307-0416, PGC 15507) — галактика в созвездии Эридан.
Этот объект входит в число перечисленных в оригинальной редакции «Нового общего каталога».
В галактике вспыхнула сверхновая SN 2000fm типа II. Её пиковая видимая звёздная величина составила 17,7.